# کالا (مارکسیسم)
در اقتصاد سیاسی کلاسیک و به ویژه نقد کارل مارکس از اقتصاد سیاسی، کالا (به انگلیسی:commodity) به هر کالا یا خدمتی ("محصولات" یا "فعالیت ها") گفته می‌شود که توسط نیروی کار انسانی تولید شده و به عنوان محصولی برای فروش عمومی در بازار عرضه می‌شود. برخی دیگر از کالاهای قیمت‌گذاری شده نیز به‌عنوان کالا در نظر گرفته می‌شوند، مانند نیروی کار انسانی، آثار هنری و منابع طبیعی، حتی اگر آنها به‌طور خاص برای بازار تولید نشوند، یا کالاهایی غیرقابل تکرار باشند. این مشکل به‌طور گسترده توسط آدام اسمیت، دیوید ریکاردو و کارل رودبرتوس-جاگتزوو و دیگران مورد بحث قرار گرفته. ارزش و قیمت در علم اقتصاد واژه‌های معادل نیستند و نظریه‌پردازی رابطه خاص ارزش با قیمت بازار چالشی برای اقتصاددانان لیبرال و مارکسیست بوده‌است.

## ویژگی‌های کالا
در نظریه مارکس، کالا چیزی است که خرید و فروش می‌شود، یا در یک رابطه تجاری مبادله می‌شود.
- کالا ارزشی دارد که نشان دهنده مقداری از کار انسانی است.[۵] از آنجا که ارزش دارد، به این معنی است که مردم سعی می‌کنند استفاده از آن را صرفه جویی کنند. یک کالا همچنین دارای ارزش استفاده[۶] و ارزش مبادله ای است.[۷]
- کالا ارزش استفاده دارد زیرا با ویژگی‌های ذاتی خود می‌تواند برخی از نیازها یا خواسته‌های انسان را، فیزیکی یا ایده‌آل، برآورده کند.[۸] طبیعتاً این یک ارزش استفاده اجتماعی است، یعنی شی نه تنها برای تولیدکننده مفید است، بلکه به‌طور کلی برای دیگران کاربرد دارد.[۹]
- کالا ارزش مبادله ای دارد، به این معنی که یک کالا را می‌توان با کالاهای دیگر داد و ستد کرد و در نتیجه به صاحب آن سود کار دیگران را داد (کار انجام شده برای تولید کالای خریداری شده).[۱۰]